# Gardiane
Pour les articles homonymes, voir Gardian et Taureau.
Une gardiane ou gardianne ou daube camarguaise et Gardiana de buòu en occitan, est une spécialité culinaire traditionnelle de la cuisine arlésienne et camarguaise, à base de viande de taureau de Camargue, d'olives, et de vin rouge du vignoble camarguais,. 

## Recette
La recette traditionnelle est réalisée à base de viande de taureau de Camargue (AOC) (mélange de préférence de viande entrelardée, maigre et gélatineuse si possible, prise dans le collier, la joue, la pointe de la culotte, ou de la tranche). 

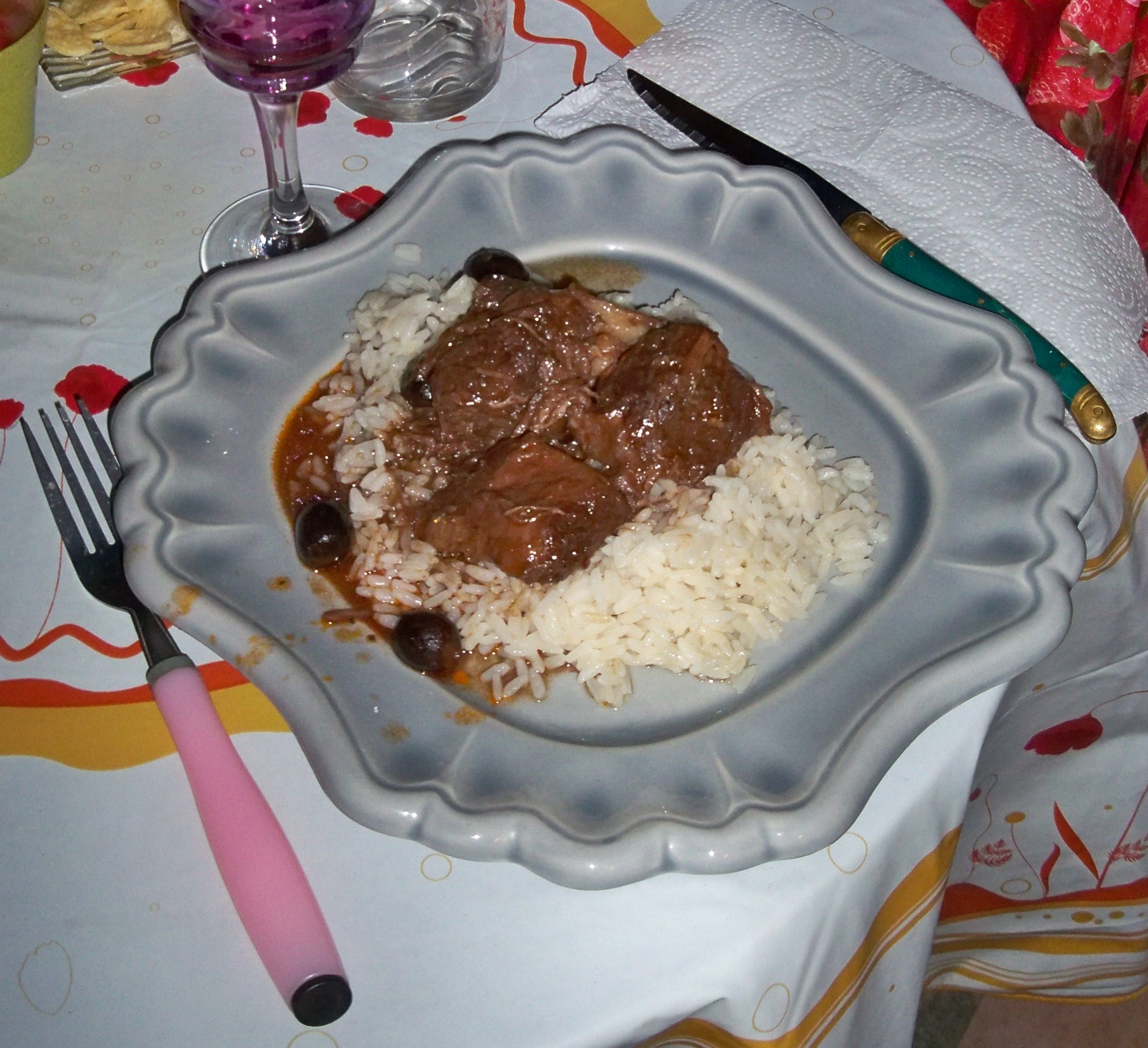
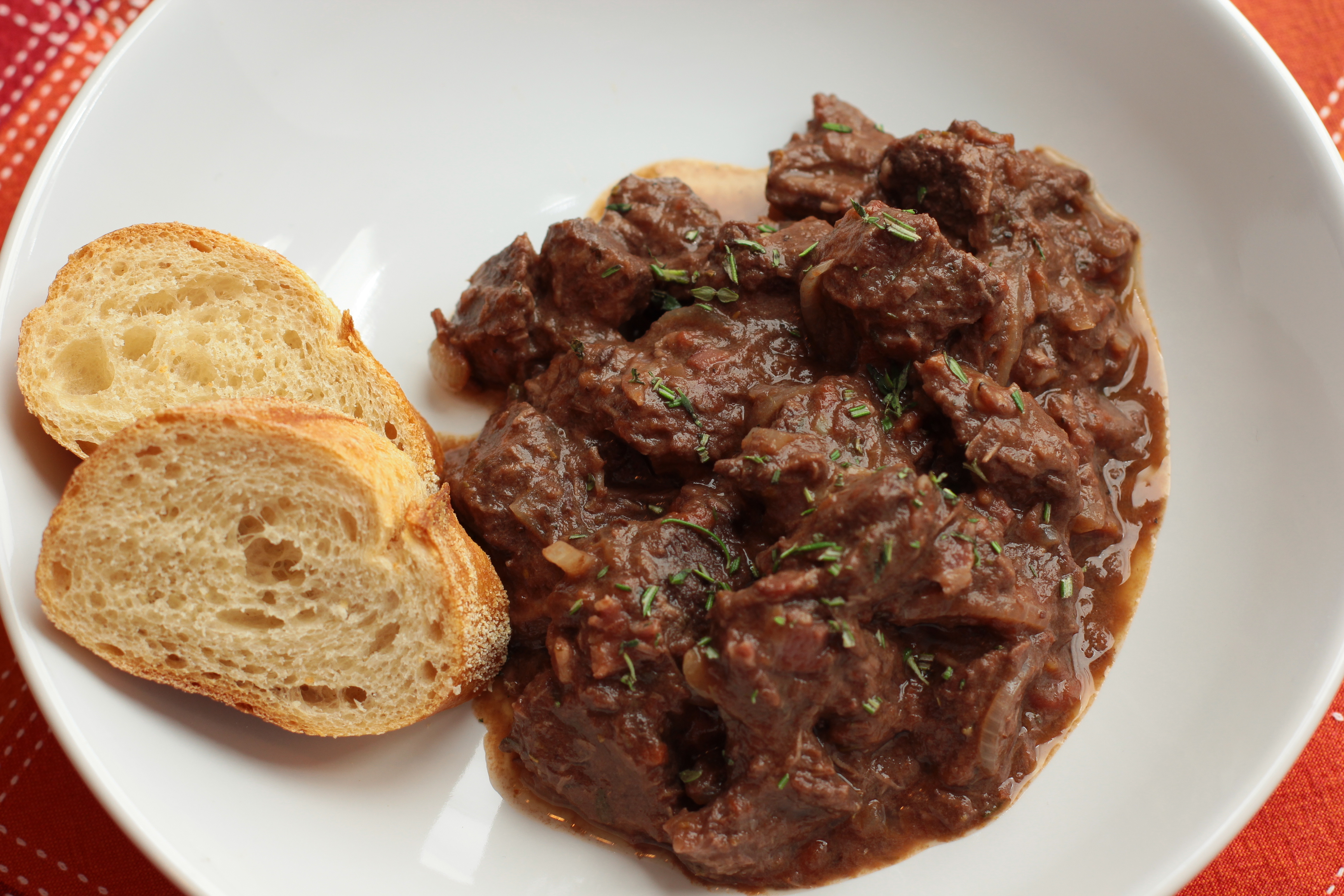
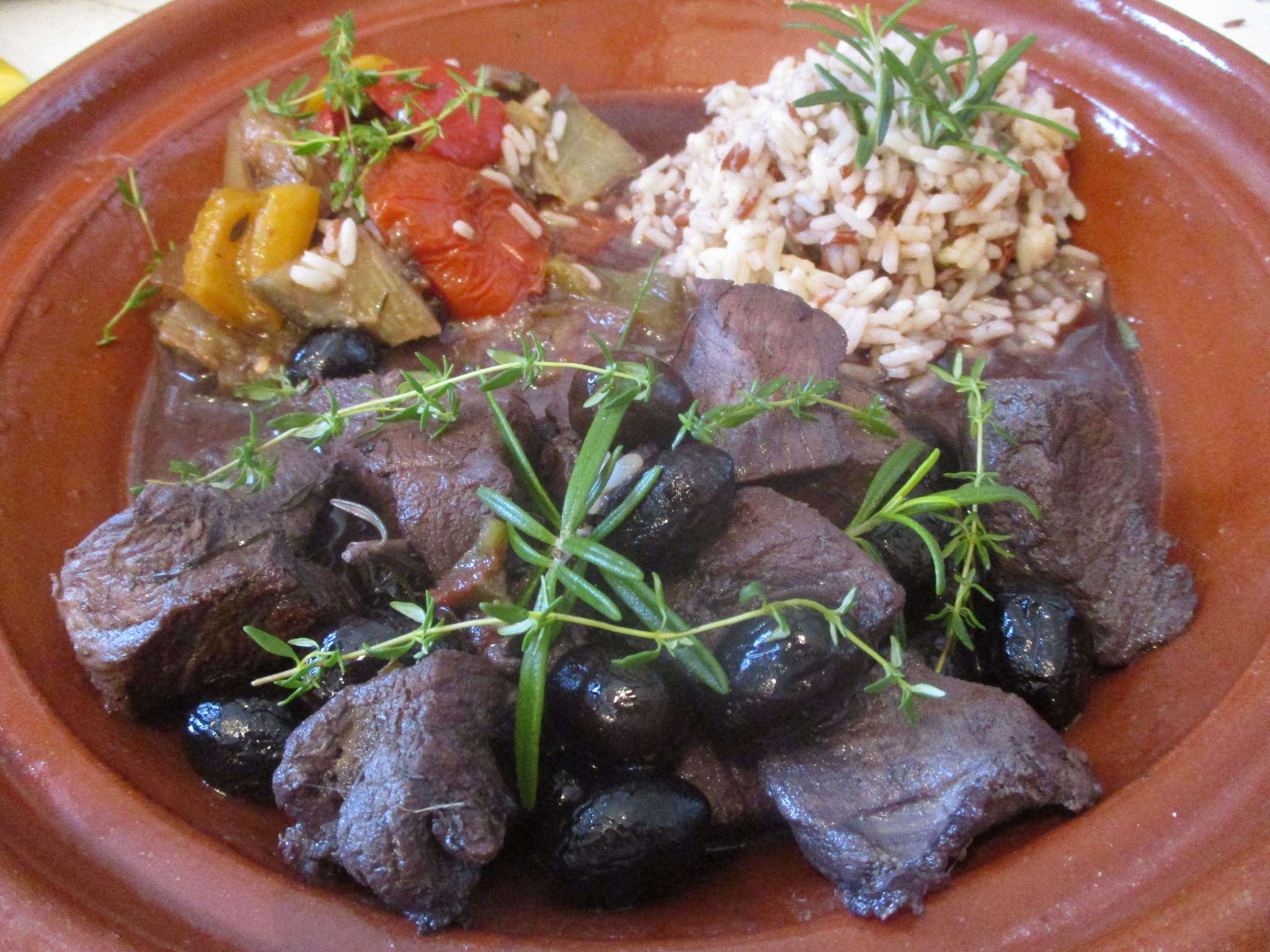

Laisser mariner la viande une nuit au frais, dans une daubière, avec du vin rouge corsé et robuste, oignon, carotte, olive, et herbes de Provence (et aussi parfois selon les recettes, écorce d'orange, pastis, ou anchois...). Le choix du vin est important (corbières, costières-de-nîmes, ou encore côtes-du-rhône gardoises...) car la viande de taureau est serrée, forte mais sans excès, et très goûteuse. 
Puis faire revenir la viande, puis les ingrédients de la marinade à l'huile d'olive. La sauce est réalisée avec l'huile d'olive de la cuisson, déglacée avec du jus de marinade, et liée avec un peu de farine. Faire mijoter le tout durant 2 à 3 heures dans une cocote,,. Servir par exemple avec du riz de Camargue, et de la ratatouille.

## Taureaux de Camargue

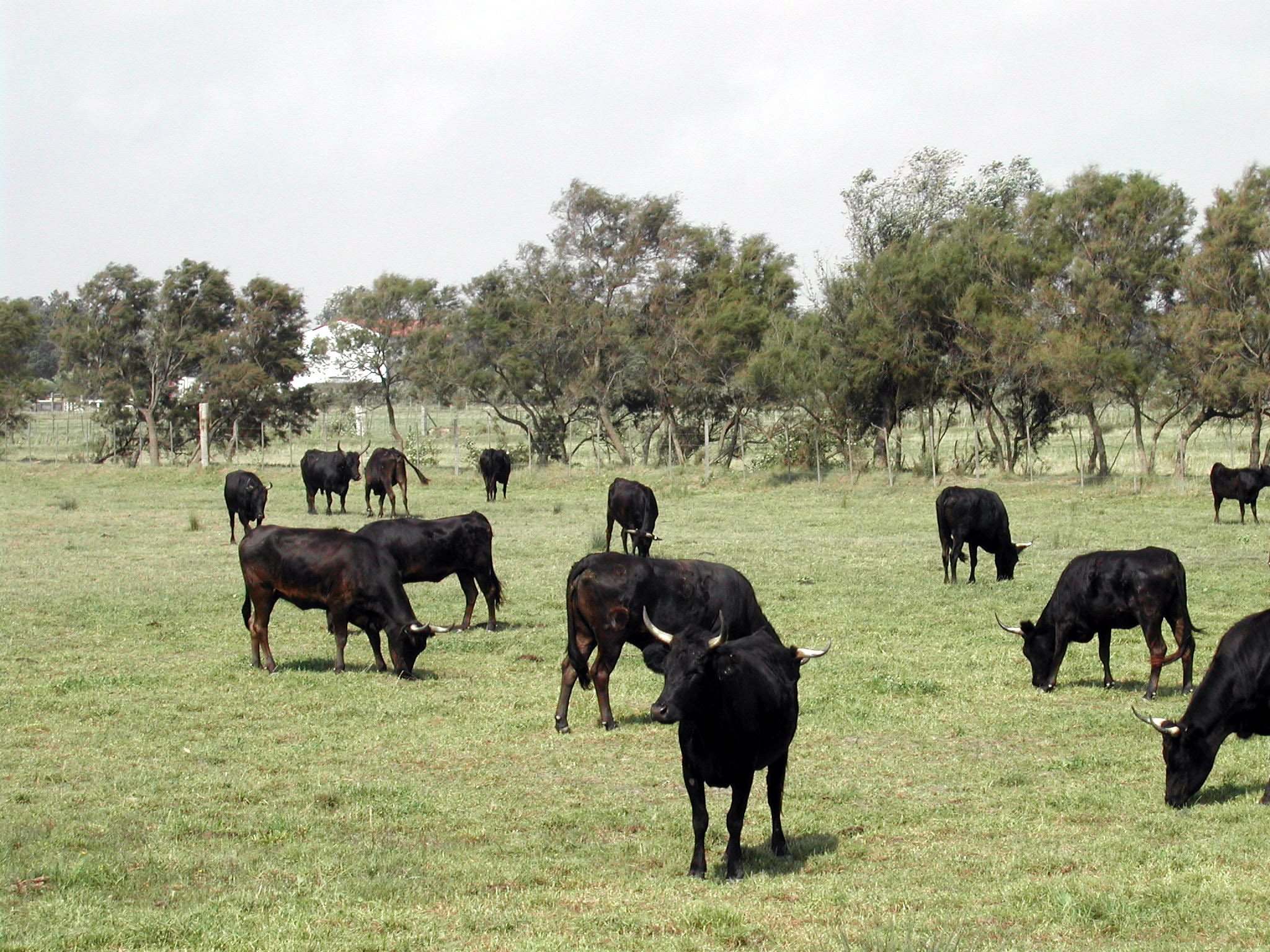
Manade de taureaux de Camargue

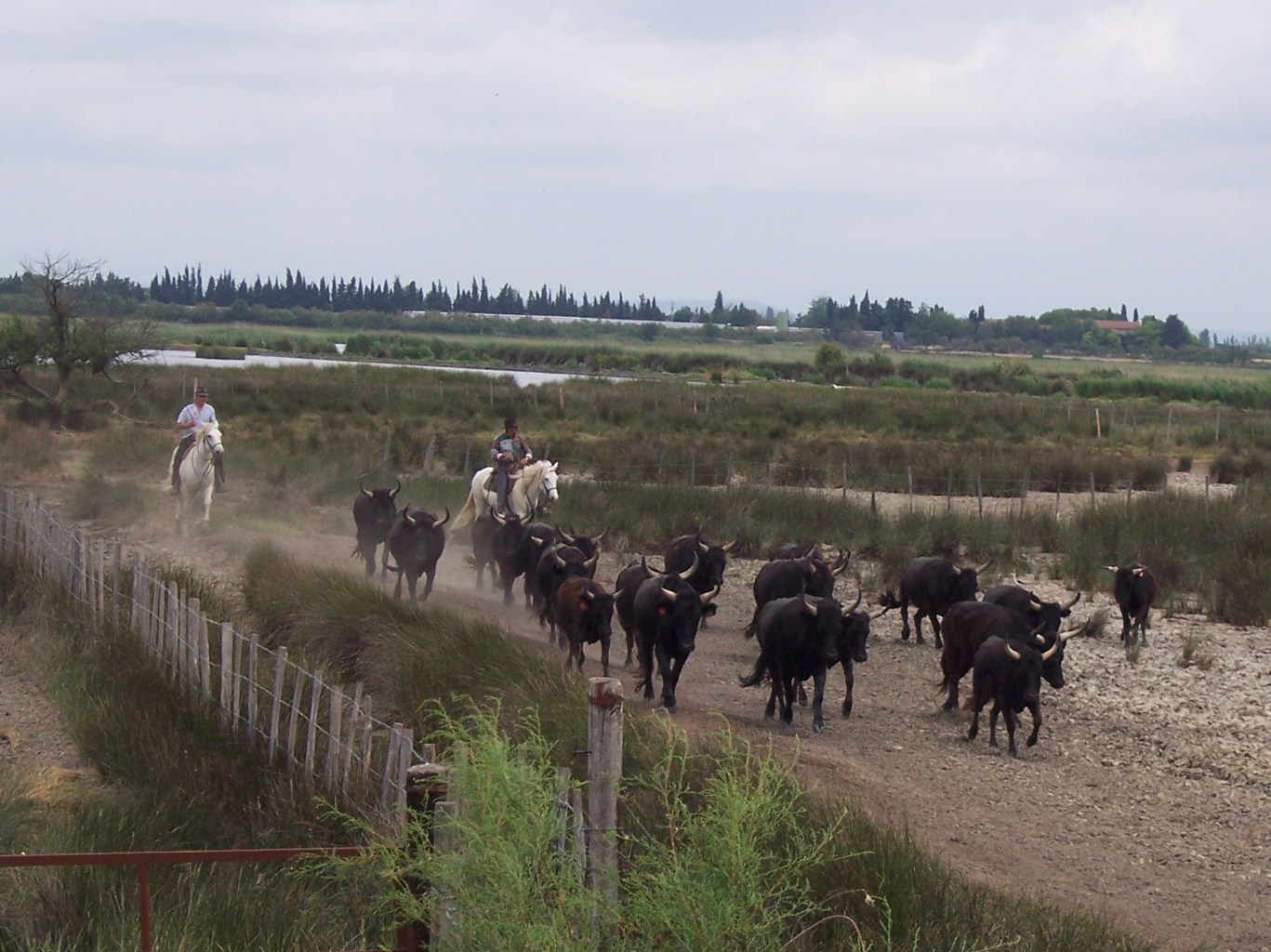
Manade de taureaux de Camargue, et gardians.

Les taureaux de Camargue sont élevés en semi-liberté, selon un mode d'élevage extensif, contribuant à préserver l’équilibre des écosystèmes. Parfaitement habitués à leur milieu, ils trouvent en abondance un pâturage naturel dans les marais et les sansouïres. Le même mode d’élevage s’applique pour les taureaux « à viande » et les taureaux « de course » (largement majoritaires).
Les manadiers réunissent les taureaux quotidiennement avec l’aide de gardians. La spécificité de la viande de taureau camarguais lui a valu par décret FCEC9600159D du 3 décembre 1996 l’obtention de la 1re viande AOC en Europe et en 2001, une AOP.

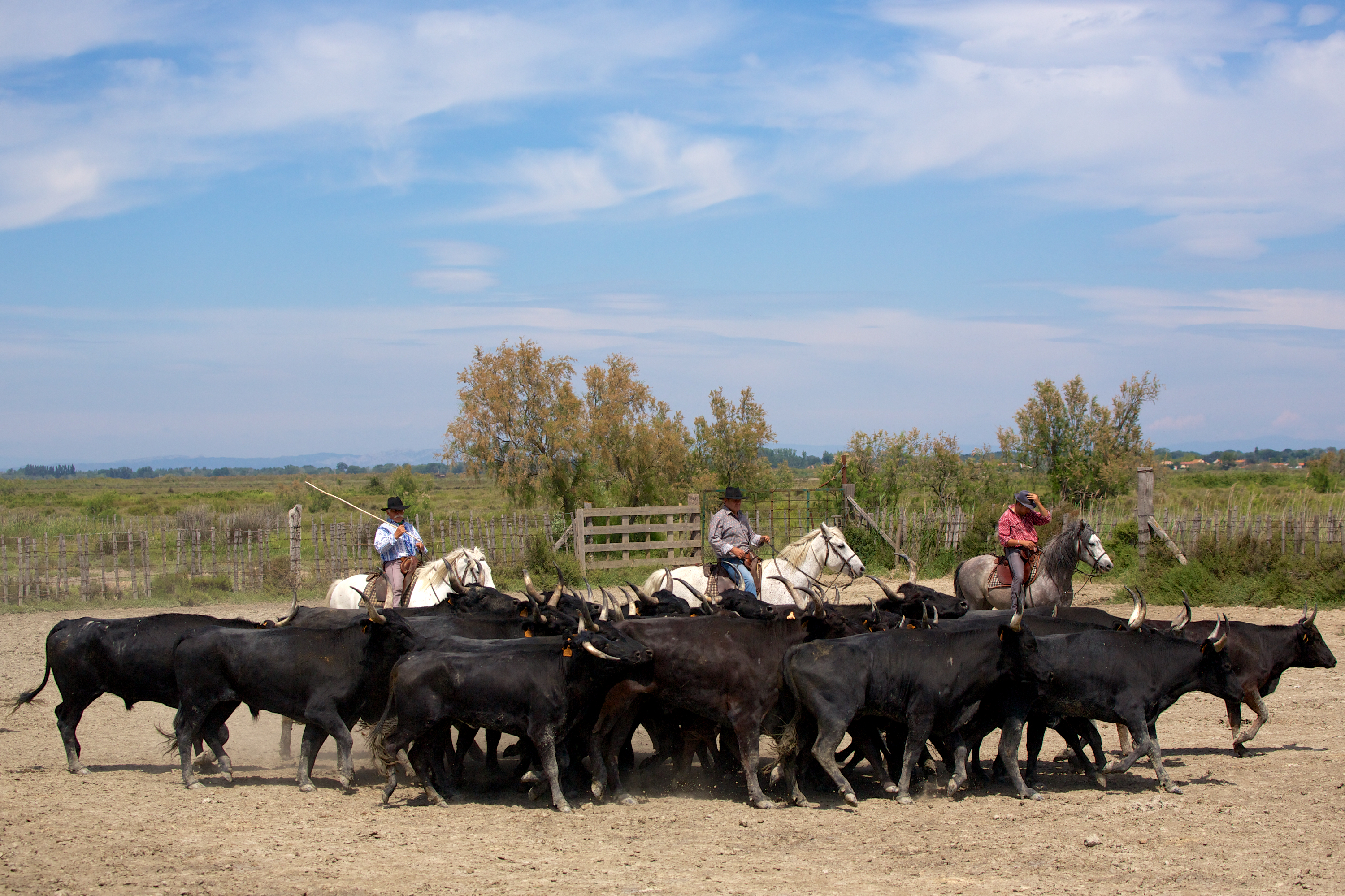

La viande de taureaux camarguais est issue des seules races Camargue et Brava, et du croisement des deux autorisé. Elle provient d'adultes mâles ou femelles, n'ayant pas participé à des jeux taurins. Tous les animaux doivent séjourner un minimum de 6 mois (entre avril et novembre), sans affouragement, sur la « zone humide » délimitée. Le chargement à l'hectare est rigoureusement réglementé et doit être inférieur à 1 UGB / 1,5 ha de landes, parcours ou prairies. En hiver, les taureaux peuvent bénéficier d’un complément alimentaire, mélange de céréales et de foin issu de l’aire géographique. L'abattage intervient dès le déchargement de la bétaillère. Il est réalisé dans un souci de préservation du produit et non de productivité. L’identification de la viande de taureau de Camargue AOP se fait au stade de la carcasse entière. Cette production s'étale sur trois départements : le Gard, les Bouches-du-Rhône et l'Hérault.
Outre ces garanties d’origine et d’alimentation strictement naturelle, la viande de taureau de Camargue présente des qualités organoleptiques reconnues. C’est une viande au goût prononcé, riche en saveurs, d’une couleur rouge intense, presque brune, à la chair ferme et peu grasse.
Les formes de commercialisation de la viande de taureau de Camargue se développent (steaks hachés, côtes, filets, estouffade, daube marinée) et accroissent les ventes. Depuis, elle est la base principale de plusieurs spécialités régionales, comme le saucisson de taureau, la gardiane de taureau et les grillades des meilleurs morceaux.